# Salia acidalialis
Salia acidalialis är en fjärilsart som beskrevs av Achille Guenée 1854. Salia acidalialis ingår i släktet Salia och familjen nattflyn. Inga underarter finns listade.